# Fed to the Lions
Fed to the Lions ist das erste Studioalbum der englischen Classic-Rock/Bluesrock-Band Tax the Heat. Das Album erschien am 8. April 2016 über Nuclear Blast.

## Entstehung
Das Album wurde im Oktober 2015 in dem Tonstudio The Chairworks Studio in Castleford (Yorkshire) aufgenommen. Produziert und gemischt wurde das Album von Evansson, der zuvor schon mit Künstlern wie Robert Plant, Siouxsie Sioux oder Goldfrapp gearbeitet hat. Sämtliche Titel wurden mit moderner Technologie live aufgenommen. Aus Overdubs wurde verzichtet. Für das Album wurden mit Devil’s Daughter, Caroline und Fed to the Lions drei Lieder der im Jahre 2013 veröffentlichten EP neu aufgenommen. Das Mastering übernahm Tim Debney. 
Mit dem Albumtitel will die Band aussagen, dass viele junge Bands den Löwen des Musikgeschäfts zum Fraß vorgeworfen werden. Insgesamt vier Musikvideos wurden produziert, wobei die für die Lieder Fed to the Lions und Highway Home bereits im Jahre 2014 veröffentlicht wurden. Im Jahre 2016 entstanden die Videos für die Lieder Animals und Learn to Drown (You’re Wrong).

## Titelliste
| 1. Highway Home – 3:22 2. Animals – 3:05 3. Under Watchful Eyes – 3:28 4. Fed to the Lions – 2:33 5. Hit Me Hard – 3:14 6. Stood on the Platform to Leave – 3:14 | 1. Some Sympathy – 3:42 2. Devil’s Daughter – 2:32 3. Learn to Drown (You’re Wrong) – 2:56 4. Caroline – 3:22 5. Your Fool – 3:26 6. Lost Our Way – 4:52 |

## Rezeption
Eberhard Podzuweit vom Onlinemagazin Metal.de bezeichnete Fed to the Lions als ein „Album, das frisch und abwechslungsreich daherkommt und bestens geeignet ist, ein wenig Sonne und gute Laune in jeden noch so grauen Tag zu bringen“, wofür er acht von zehn Punkten vergab. Laut Lothar Gerber vom deutschen Magazin Metal Hammer würden Tax the Heat beim Zitieren ihrer Vorbilder „ziemlich dreist vorgehen“. Dennoch würden die Band „ihr Handwerk verstehen“, die „Riffs und Hooks sitzen“, was Fed to the Lions zu „einem mitreißenden Einstand machen“. Gerber vergab fünf von sieben Punkten. Für Thomas Kupfer vom deutschen Magazin Rock Hard hat das Album zwar „keinen wirklichen Stinker am Start“, monierte aber, dass das Album auf der anderen Seite „auch nur wenige zwingende Hits“ hat. Kupfer bewertete das Album mit sieben von zehn Punkten.
Fed to the Lions stieg auf Platz 100 der britischen Albumcharts ein. Das britische Magazin Classic Rock führte Fed to the Lions auf Platz 19 der besten Alben des Jahres 2015.